# 多爾戈魯科夫斯克大街

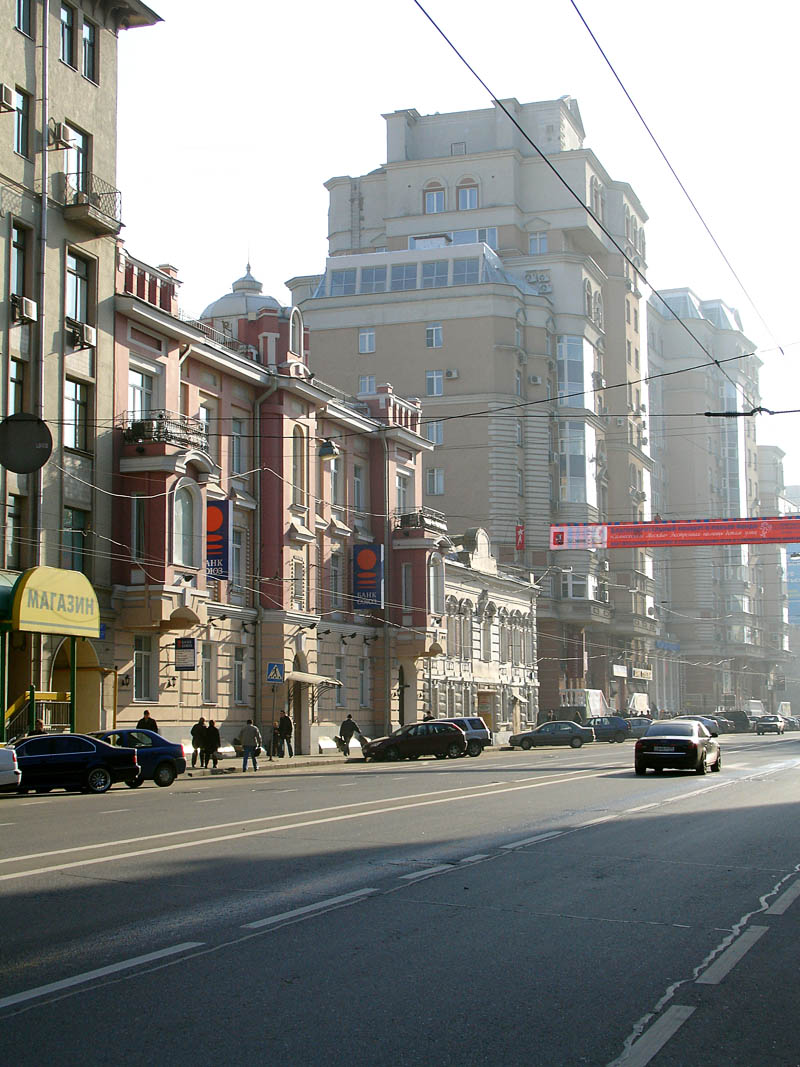
32、34號房屋

多爾戈魯科夫斯克大街（俄语：Долгору́ковская у́лица）是俄羅斯首都莫斯科的一條街道，呈南北走向。全長700公尺。南連小德米特羅夫卡路（與花園環路相交匯），北接新村大街，並經布特爾瓦爾大街通往德米特羅夫斯克公路。
1877年前是新村大街的一部分，此後以莫斯科省省長弗拉基米爾·安德列維奇·多爾戈魯科夫為名。蘇聯時期（1924年-1992年）以俄國社會革命黨黨員伊凡·卡利亞耶夫命名。